# اچ‌ام‌اس هراکلس (۱۸۱۵)
اچ‌ام‌اس هراکلس (۱۸۱۵) (به انگلیسی: HMS Hercules (1815)) یک کشتی بود که طول آن ۱۷۶ فوت ۱ اینچ (۵۳٫۶۷ متر) بود. این کشتی در سال ۱۸۱۵ ساخته شد.